# Шуф (район)
Шуф (араб. قضاء الشوف‎‎‎‎) — один з 25 районів Лівану, входить до складу провінції Гірський Ліван. Адміністративний центр — м. Бейт-ед-Дін. На півночі межує з районом Алей, на сході — з районом Західна Бекаа, на півдні — з районами Джеззін та Сидон, на заході омивається водами Середземного моря.
Адміністративно поділяється на 72 муніципалітети.
| Ліван | Це незавершена стаття з географії Лівану. Ви можете допомогти проєкту, виправивши або дописавши її. |